# Boholț, Brașov
Boholț, mai demult Boholța (în dialectul săsesc Bachelz, Baxelts, în germană Bucholz, în maghiară Boholc) este un sat în comuna Beclean din județul Brașov, Transilvania, România.

## Personalități
- Serafim Joantă (n. Romul Joantă, la 4 septembrie 1948), cleric ortodox român, Mitropolit al Germaniei, Europei Centrale și de Nord

## Imagini

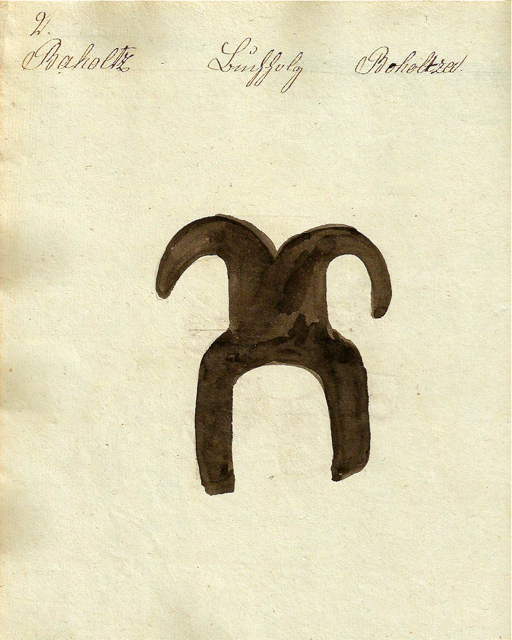
1826 - Danga pentru vite
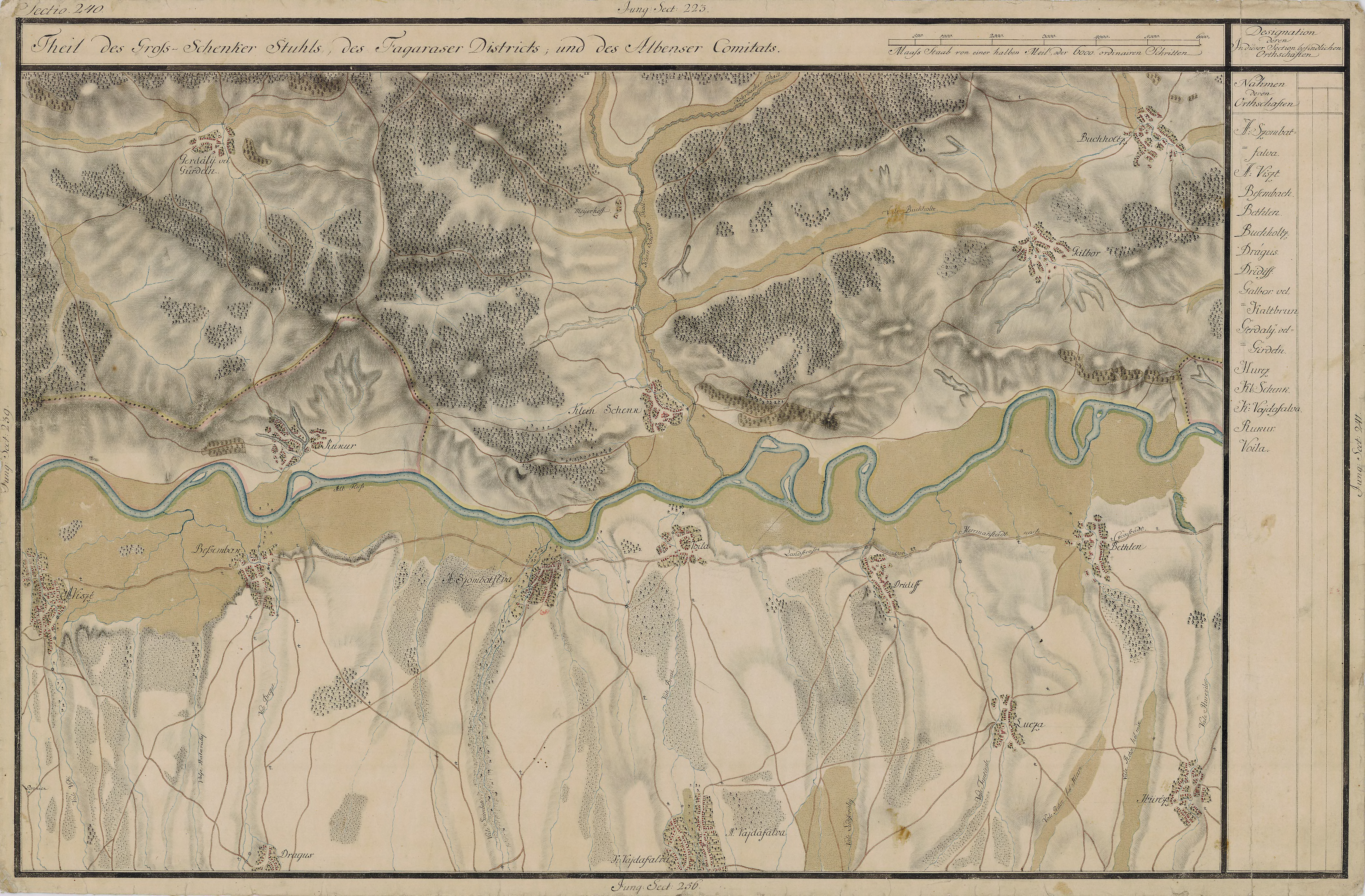
Boholț în Harta Iosefină a Transilvaniei, 1769-1773
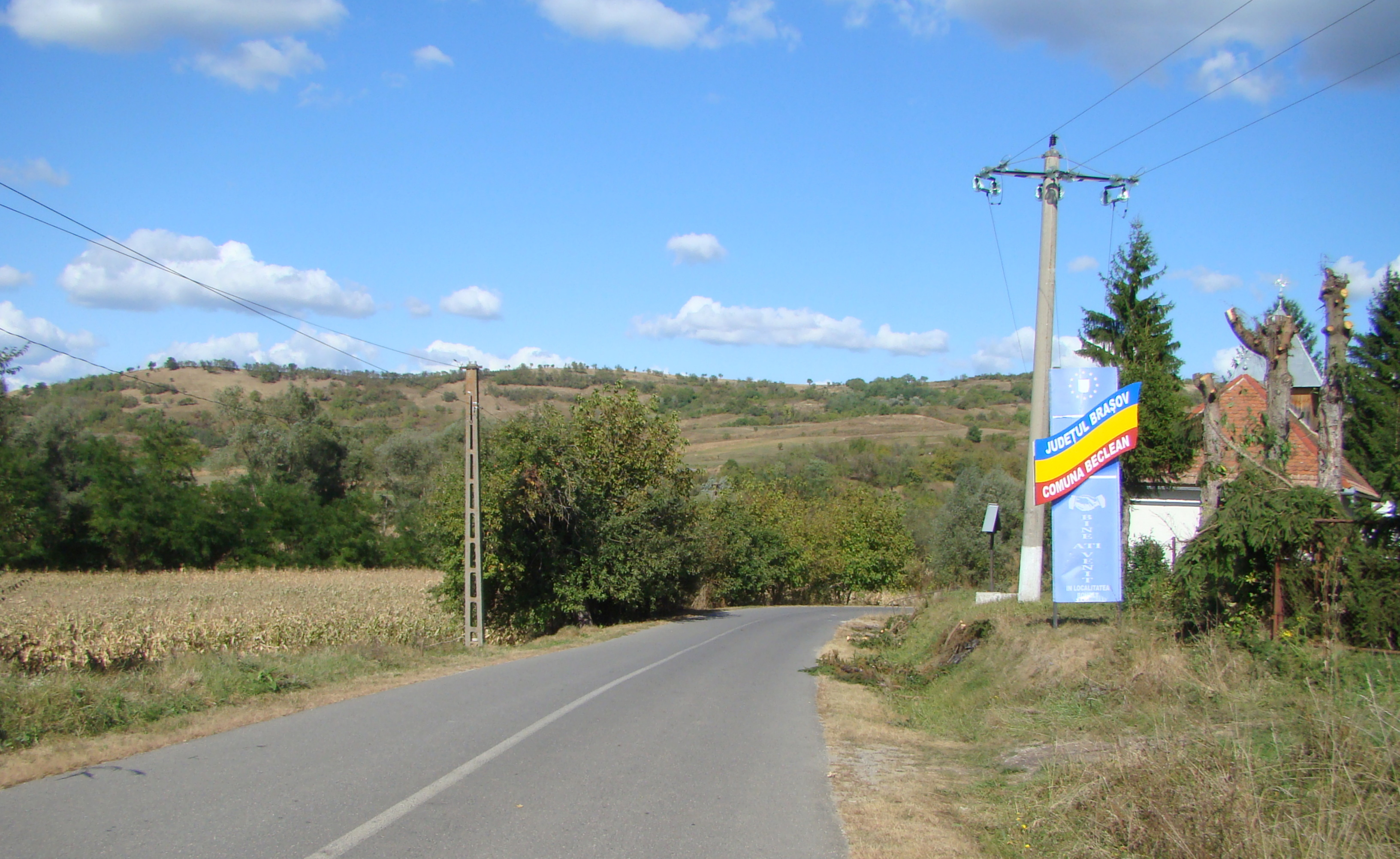
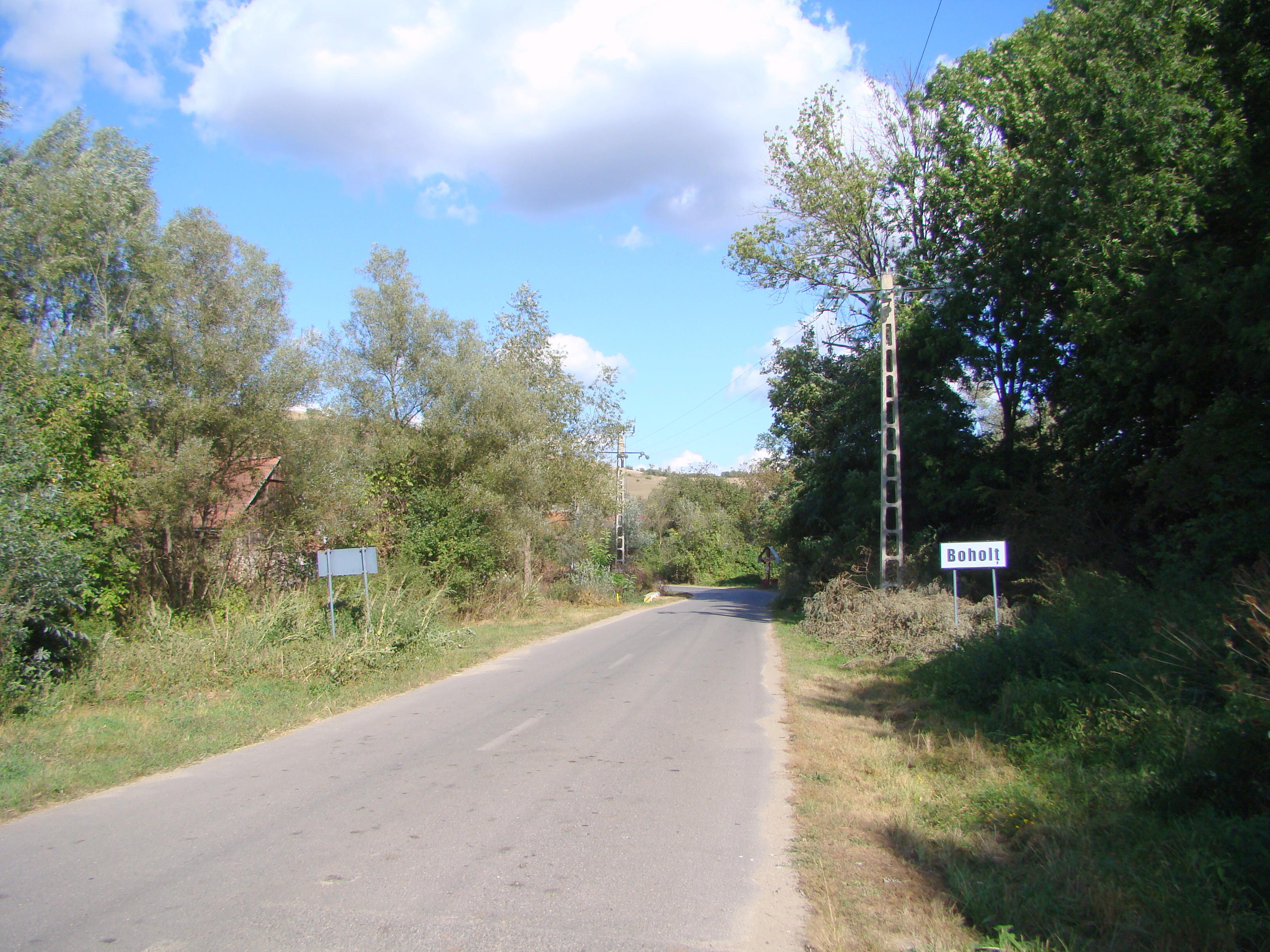
Intrarea în localitate
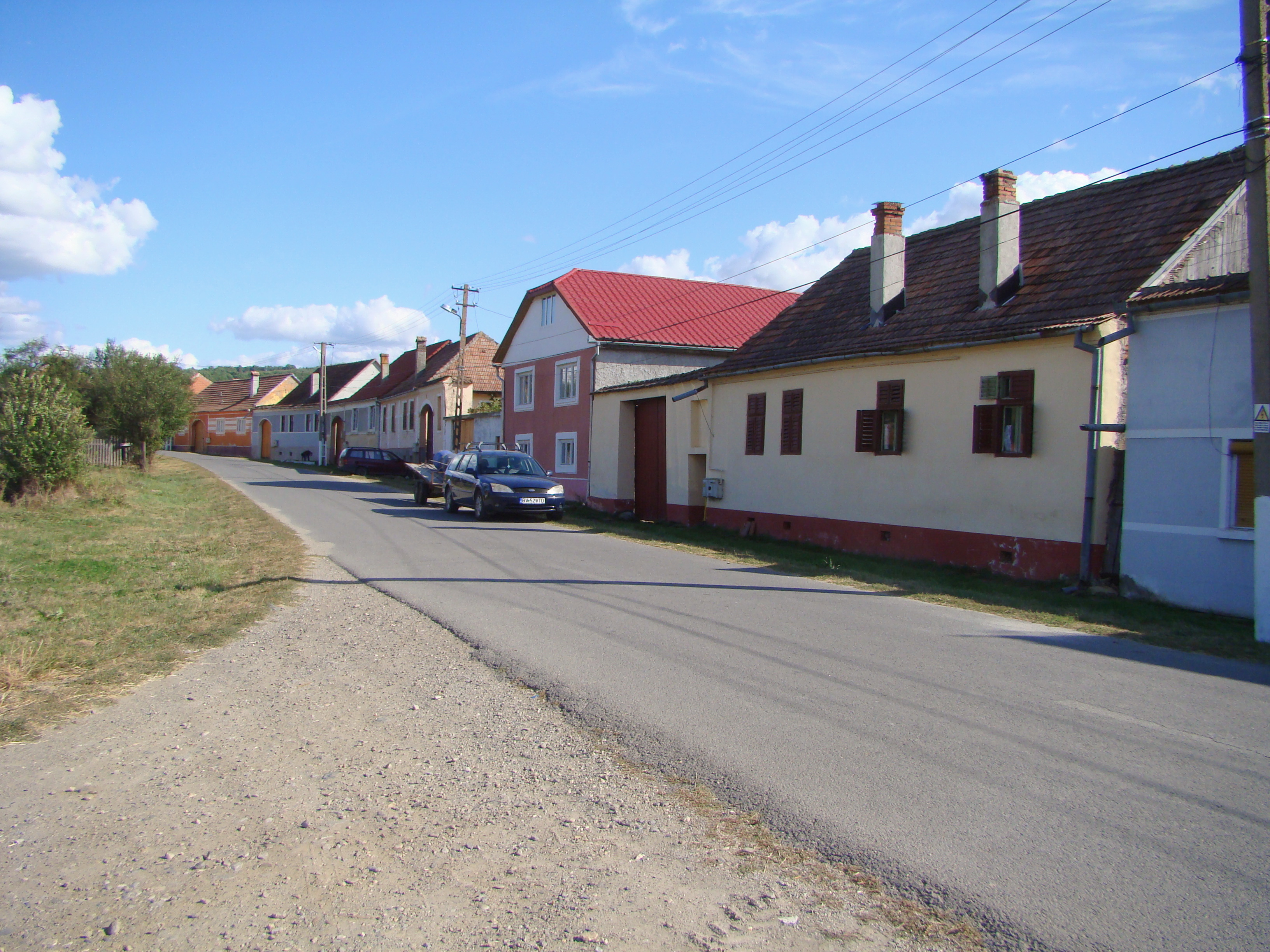
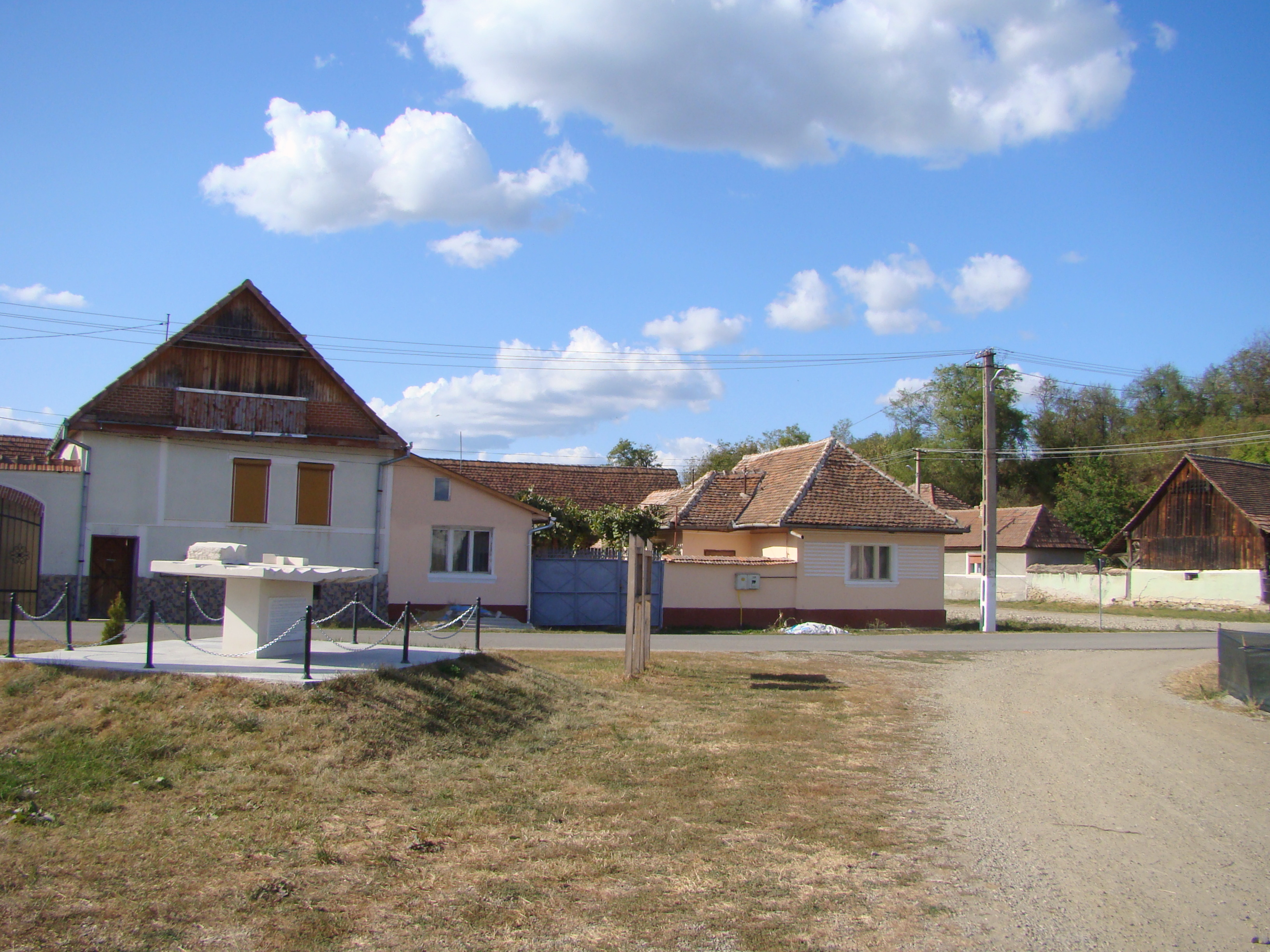
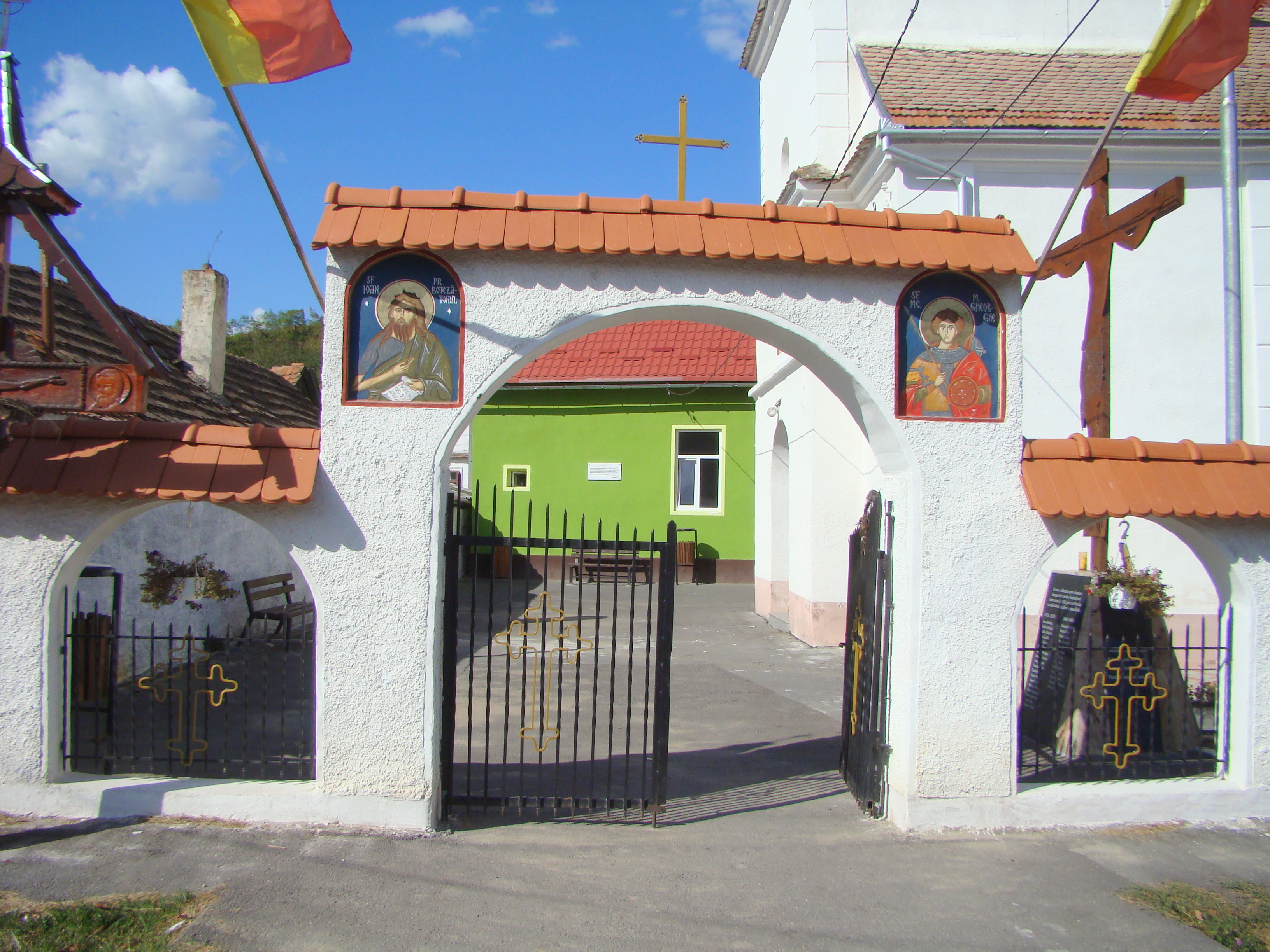
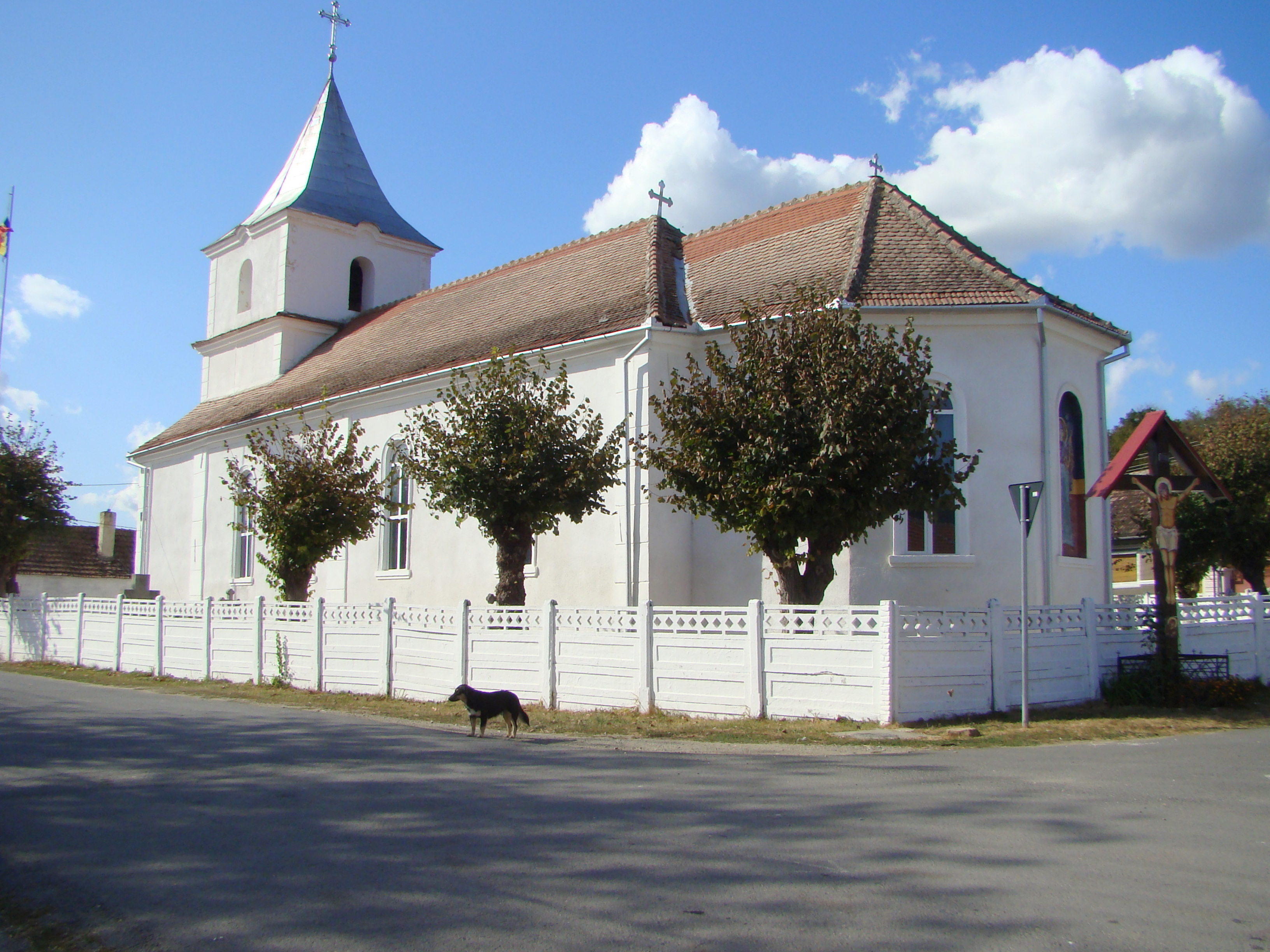
Biserica „Sfântul Ioan Botezătorul”
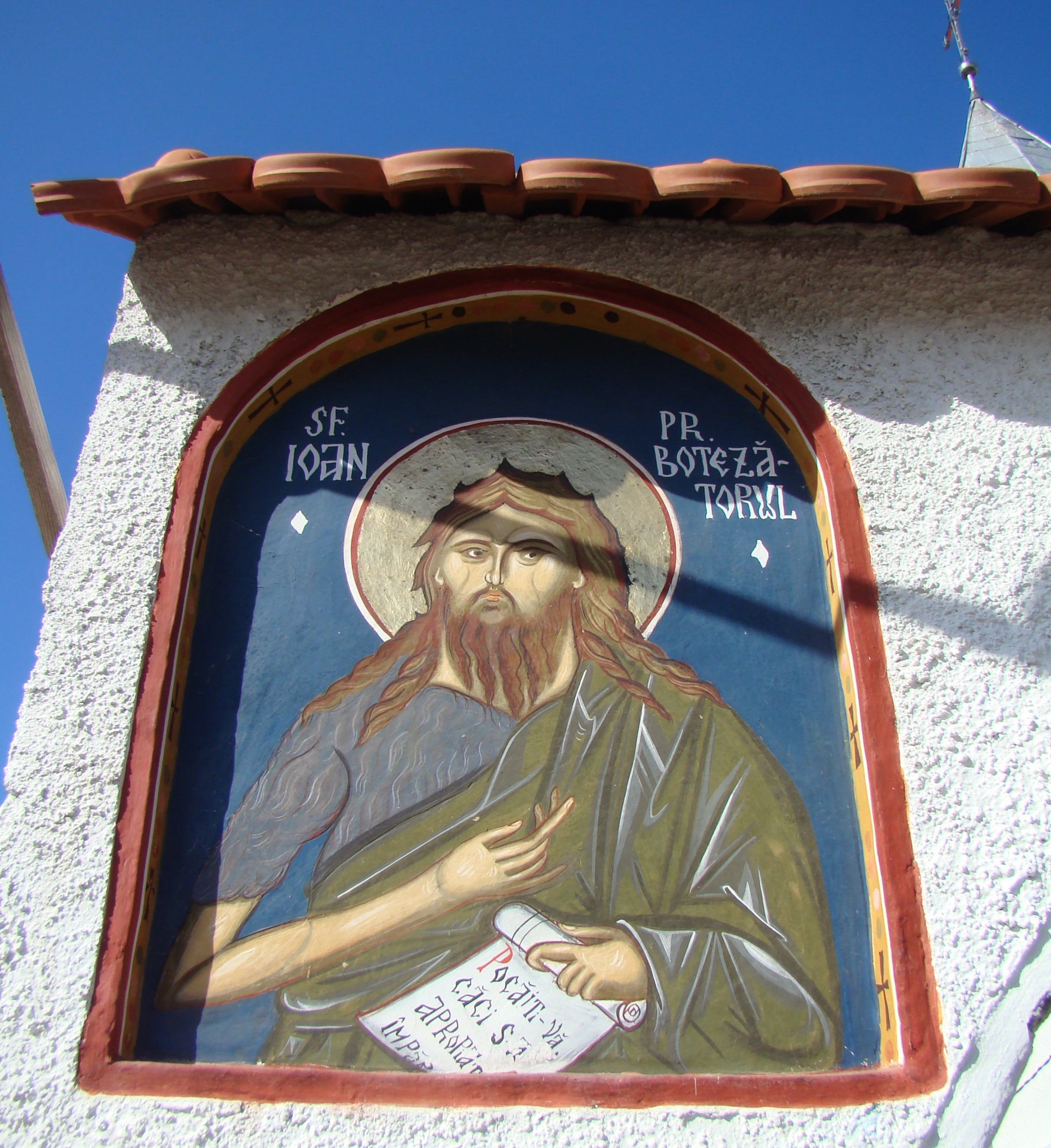
Biserica „Sfântul Ioan Botezătorul” (icoana de hram)
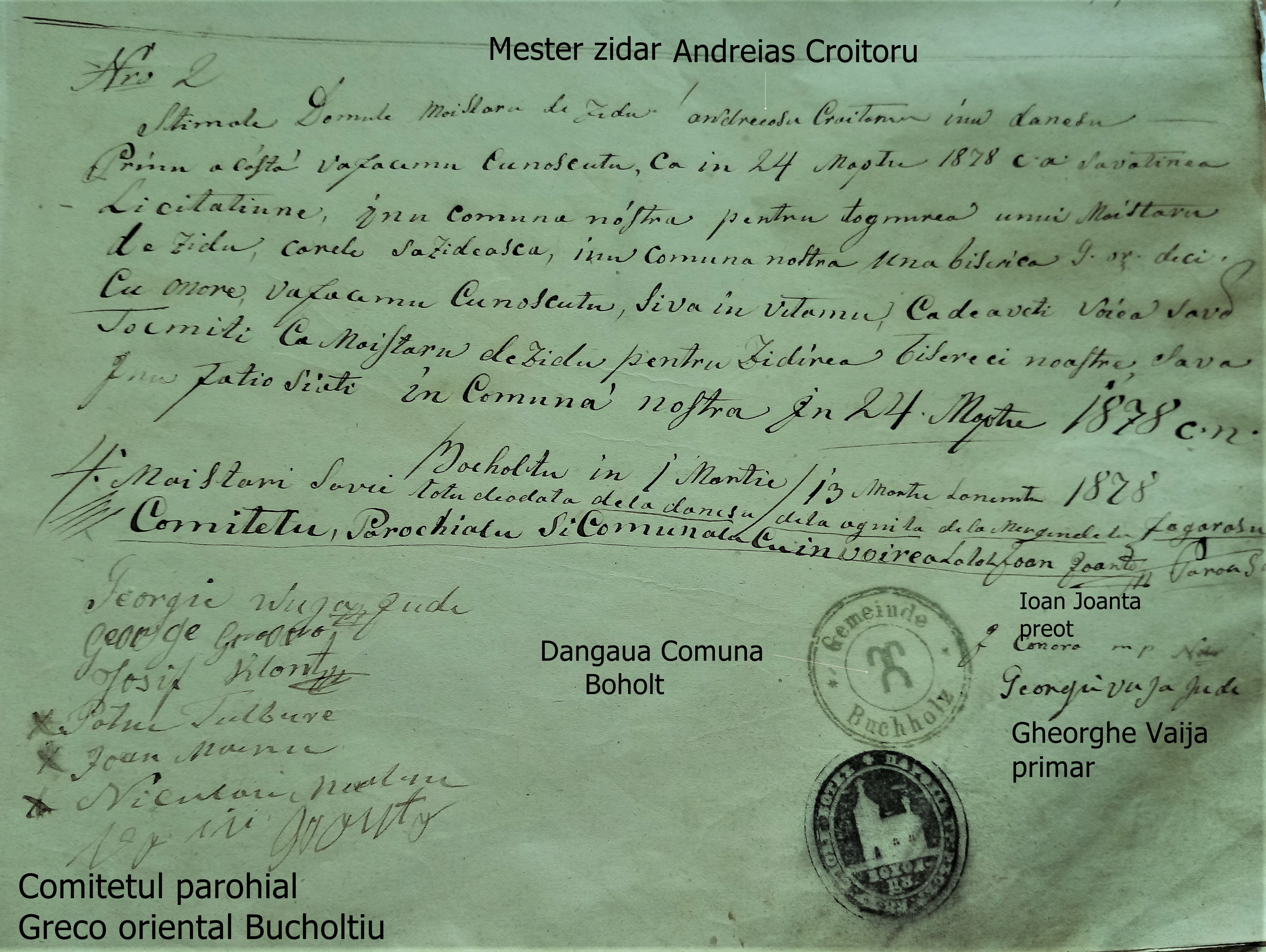
: Act de intocmire a costructiei bisericii Sf Ioan Botezatorul
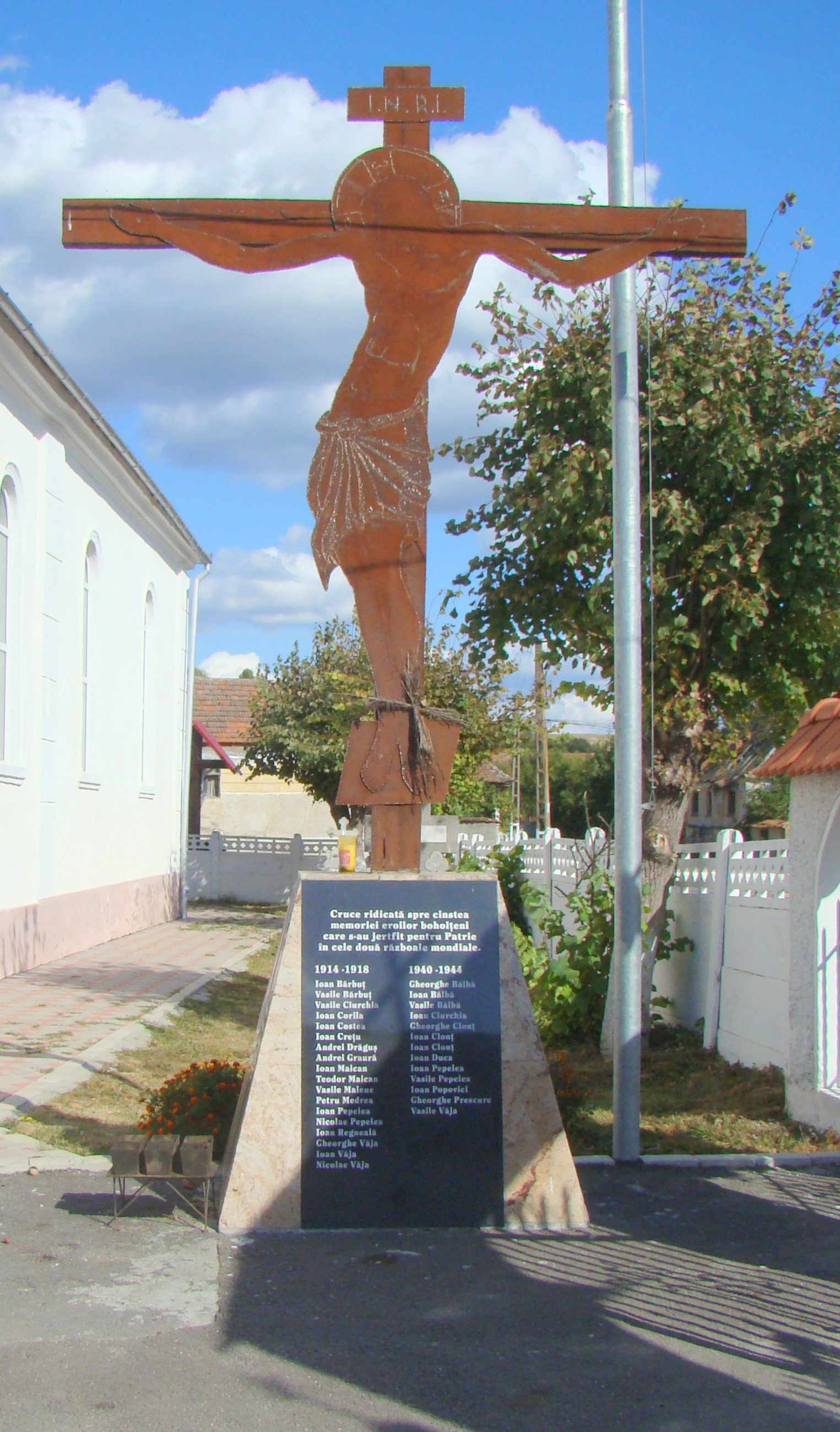
Monumentul eroilor
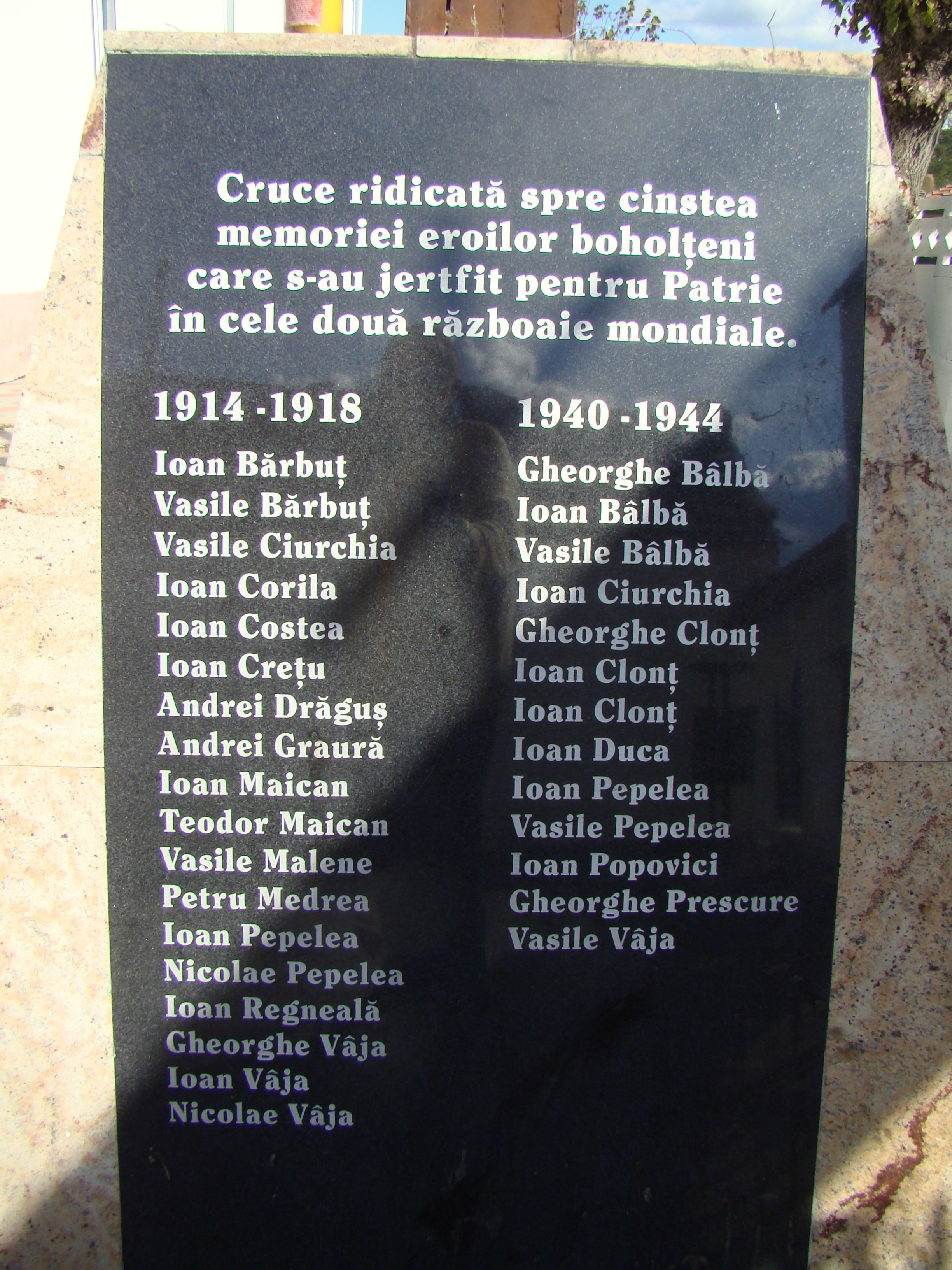
Monumentul eroilor (detaliu)
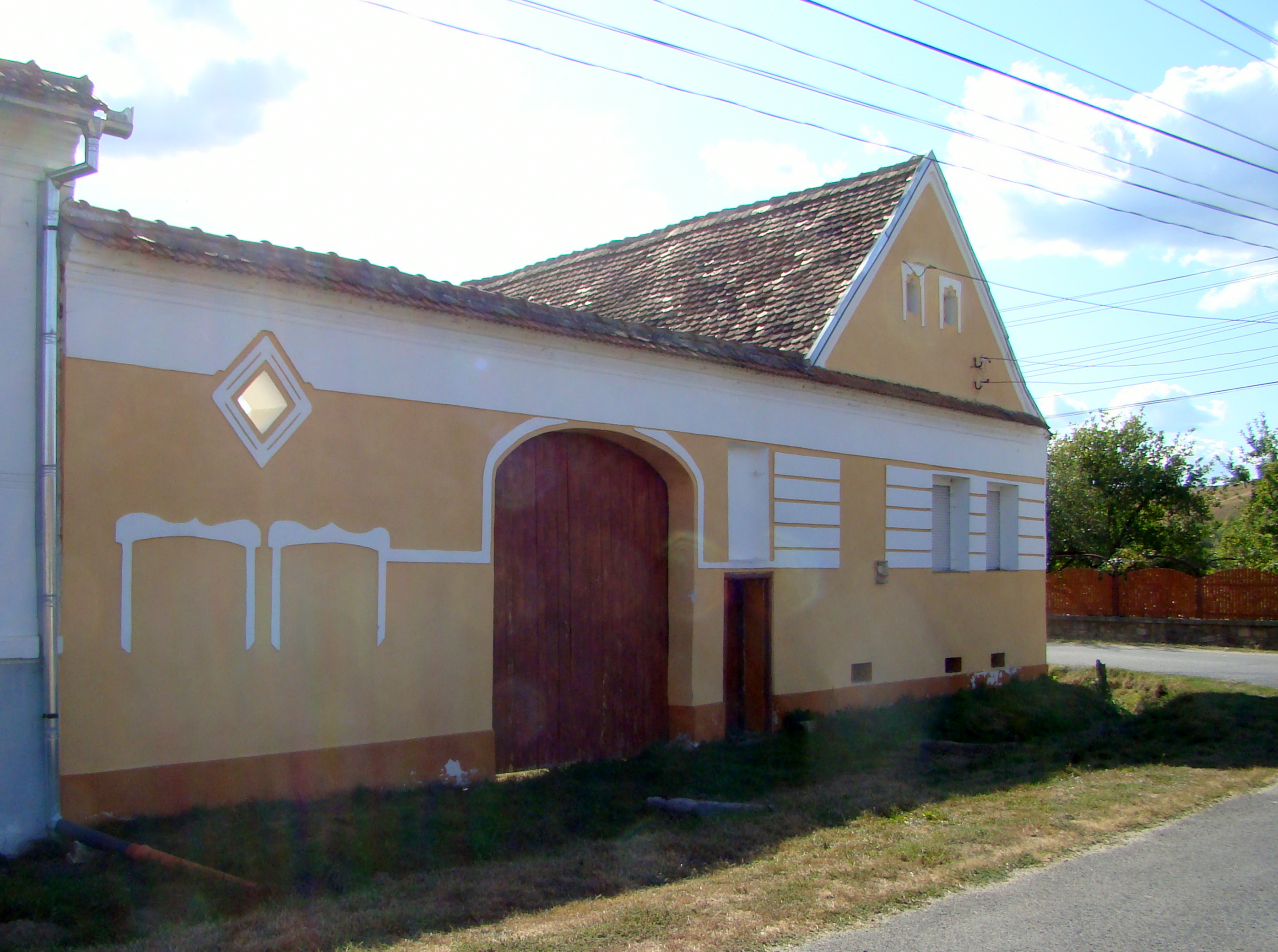
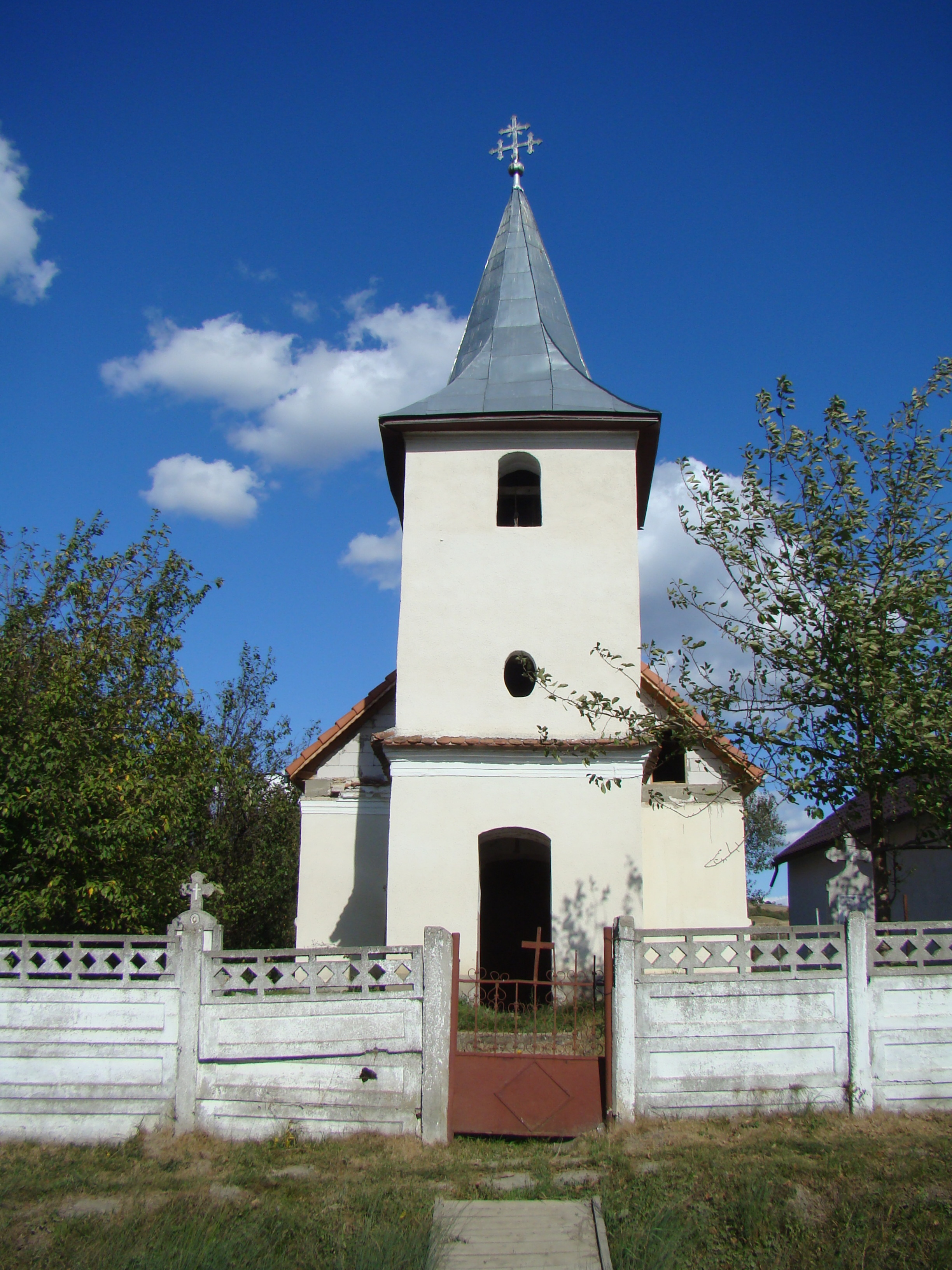
Biserica „Sfântul Gheorghe”
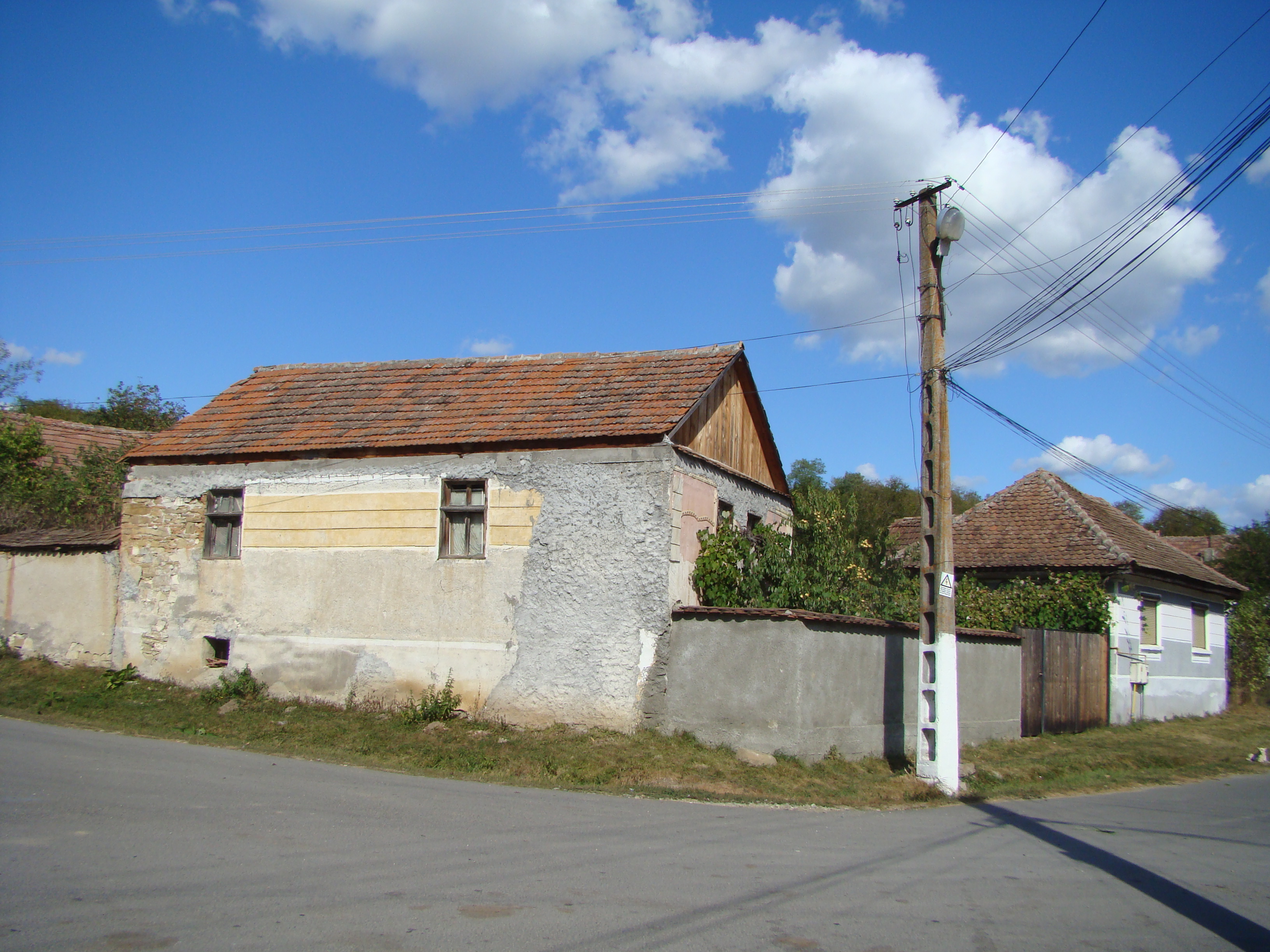
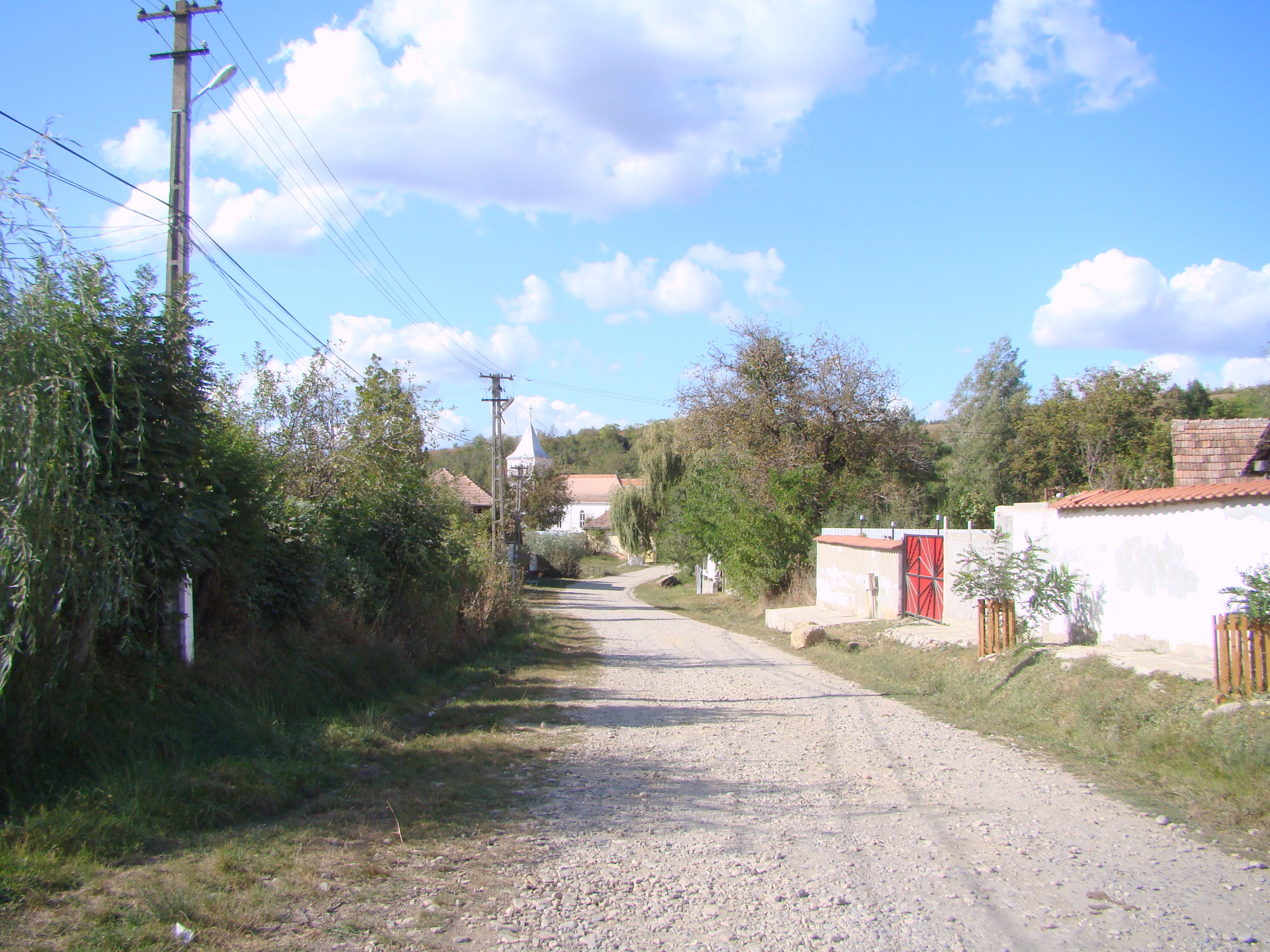